# GiocAreA
GiocAreA (col sottotitolo "Tutto quanto fa giocare, tutto quanto da giocare") è una rivista di giochi nata nel 1997 e proseguita sotto diverse forme (in edicola, come inserto, come rivista online) fino al 2007. Il nome della rivista, "GiocAreA", è già un gioco: si può leggere infatti sia come “Gioc-Area”, ovvero "area di gioco", sia come "Giocare A...”). La testata ha chiuso con il numero 25 della sua versione online.

## Storia
La rivista fu pubblicata in edicola a partire dal febbraio 1998 ed è stata pubblicata da Nexus Editrice, sotto la guida di diversi autori ludici quali Domenico Di Giorgio (direttore editoriale) e Andrea Angiolino (direttore responsabile). Tra i collaboratori ci sono stati Roberto Di Meglio, Stefano Luperto degli Acchittocca, entrambi autori di giochi, e Ennio Peres.
Il progetto nacque sulla spinta dei risultati incoraggianti ottenuti da una rivista ludica di grande successo, Kaos, nata a ottobre del 1991 e dedicata ai giochi di ruolo. Non è stata la prima rivista italiana dedicata ai giochi, inserendosi nel solco tracciato molti anni prima da altri esperimenti come eGiochi (nei primi anni novanta), e Pergioco che usciva in edicola nel 1980.
L'edizione cartacea di GiocAreA chiuse i battenti in edicola con il numero otto, ma a partire da maggio 1999 rinacque come inserto di 16 pagine (e più, perché ci sono pagine aggiuntive di recensioni) fondendosi con Kaos all'interno della nuova rivista Power Kaos, continuando a proporre contenuti inediti. A novembre 2002 anche Power Kaos chiuse con il numero 75, ponendo fine anche alla vita di GiocAreA nelle edicole.
La fine dell'edizione cartacea di GiocAreA coincise quasi precisamente con la nascita di daVinci Editrice, nella quale confluirono molte firme note della rivista; per questo motivo il sito della daVinci fornì una nuova casa a GiocAreA, che col suffisso OnLine diventò una delle più note riviste ludiche online italiane, con migliaia di lettori. La base di lettori di GiocAreA OnLine si ampliò soprattutto a partire dal numero otto, quando la rivista iniziò a uscire in forma bimestrale in due lingue (italiano, in formato HTML e PDF, e inglese in formato HTML).
Il numero 25 di GiocAreA OnLine sancì l'abbandono dell'ultima incarnazione della rivista.

## Elenco dei numeri (rivista indipendente)
| Numero | Anno | Mese/i        |
| ------ | ---- | ------------- |
| 0      | 1997 | Novembre      |
| 1      | 1998 | Febbraio      |
| 2      | 1998 | Marzo         |
| 3      | 1998 | Aprile        |
| 4      | 1998 | Maggio/Giugno |
| 5      | 1998 | Luglio/Agosto |
| 6      | 1998 | Settembre     |
| 7      | 1998 | Ottobre       |
| 8      | 1998 | Novembre      |

## Elenco dei numeri (come allegato diPower Kaos)
| Numero | Numero Power Kaos | Anno      | Mese/i            |
| ------ | ----------------- | --------- | ----------------- |
| 9      | 63                | 1999      | Maggio/Giugno     |
| 10     | 64                | 1999      | Luglio/Agosto     |
| 11     | 65                | 1999      | Settembre/Ottobre |
| 12     | 66                | 1999/2000 | Dicembre/Gennaio  |
| 13     | 67                | 2000      | Marzo/Aprile      |
| 14     | 68                | 2000      | Maggio/Giugno     |
| 15     | 69                | 2000      | Settembre/Ottobre |
| 16     | 70                | 2001      | Marzo             |
| 17     | 71                | 2001      | Giugno            |
| 18     | 72                | 2001      | Agosto            |
| 19     | 73                | 2001      | Ottobre           |
| 20     | 74                | 2002      | Gennaio           |
| 21     | 75                | 2002      | Novembre          |